# Homines, nihil agendo, agere consuescunt male
Homines, nihil agendo, agere consuescunt male
Traduzione letterale: "Gli uomini, non facendo nulla, si abituano a fare malamente".
Questo precetto morale è inserito nella raccolta delle Sententiae di Publilio Siro (Publilius Syrus) attore e mimo  del I secolo a.C., nativo forse di Antiochia  e fatto venire da Cesare a  Roma. 

Il buon senso che egli impiegò  nei suoi mimi venne poi raccolto in una raccolta di sentenze espresse in forma  di senari giambici.
Si tratta di precetti che si inseriscono nel quadro della filosofia stoica e dell'etica del dovere che essa esprimeva.
La sentenza in questione ricorda da vicino quella che recita Nihil agendo, homines male agere discunt  ("Non facendo nulla, gli uomini imparano a fare del male") espressa da Lucio Giunio Moderato Columella,  un altro autore di cultura stoica del I secolo d.C.
Le sentenze in questione - a dispetto dell'idea alta dell'“otium”, come esercizio intellettuale,   che avevano gli epicurei - esprimono il precetto morale che darà poi luogo al proverbio "l'ozio è il padre dei vizi" e si inscrivono nel dibattito che contrappone la vita attiva alla vita contemplativa.